# Алёшины Нивы
Алёшины Нивы — упразднённый посёлок на территории Ефимовского городского поселения Бокситогорского района Ленинградской области. Исключен из учётных данных в 2024 году.

## История
Посёлок Алёшины Нивы учитывался областными административными данными с 1 января 1950 года в Абрамовогорском сельсовете Ефимовского района.
С 1965 года в составе Бокситогорского района. В 1965 году население посёлка составляло 183 человека.
По данным 1966 и 1973 годов посёлок Алёшины Нивы также входил в состав Абрамогорского сельсовета.
По данным 1990 года посёлок Алёшины Нивы входил в состав Ефимовского сельсовета.
В 1997 году в посёлке Алёшины Нивы Ефимовской волости проживали 30 человек, в 2002 году — постоянного населения не было.
В 2007 году в посёлке Алёшины Нивы Ефимовского ГП проживали 4 человека, в 2010 году — постоянного населения не было, в 2015 году — проживал 1, в 2016 году — также 1 человек.
В 2022 году последний из числившийся в Алёшиных Нивах человек снялся с учёта.

## География
Посёлок был расположен в северной части района к западу от автодороги 41К-032 (Заголодно — Сидорово — Радогощь), в настоящее время — урочище Алёшины Нивы.
Расстояние до административного центра поселения — 13 км.
Расстояние до ближайшей железнодорожной станции Ефимовская — 30 км.

## Демография
| 1997 | 2002 | 2007 | 2010 | 2017 |
| ---- | ---- | ---- | ---- | ---- |
| 30   | ↘0   | ↗4   | ↘0   | ↗1   |